# Comuna Bahlaii, Starokosteantîniv
Bahlaii (în ucraineană Баглаї) este o comună în raionul Starokosteantîniv, regiunea Hmelnîțkîi, Ucraina, formată din satele Bahlaii (reședința), Iemți, Lajeva și Zahirne.

## Demografie
Componența lingvistică a comunei Bahlaii
     Ucraineană (99,2%)
     Alte limbi (0,64%)
Conform recensământului din 2001, majoritatea populației comunei Bahlaii era vorbitoare de ucraineană (99,2%), existând în minoritate și vorbitori de alte limbi.